# Terra em Transe
Tierra en trance (título original: Terra em transe) es una película de 1967 escrita y dirigida por el cineasta brasileño Glauber Rocha, considerado el líder del movimiento cinematográfico de los años sesenta conocido como Cinema Nôvo. Conforma la segunda parte de la Trilogia da Terra (con Deus e o Diabo na Terra do Sol, de 1964, y O Dragão da Maldade Contra o Santo Guerreiro, de 1969), en la cual el director presenta un retrato trágico y de protesta sobre el contexto político y social del Brasil de los años 60. Fue rodada en el Parque Lage y el Teatro Municipal de Río de Janeiro.

## Sinopsis
La acción se sitúa en la República ficticia de Eldorado, representación del Brasil contemporáneo de Rocha. Paulo Martins es un apasionado poeta y periodista antiguamente vinculado con el entorno del político conservador Porfirio Díaz, a quien considera su “dios del pasado”. A medida que crece su conciencia social sobre los problemas del pueblo y, buscando un futuro mejor para el país, decide romper su relación ideológica con Diaz y apoyar la campaña de su contrincante, el progresista Felipe Vieira, para convertirse en gobernador de la provincia de Alecrim.
Ante el clima de revolución de las clases bajas, Vieira comienza a flaquear como líder del pueblo, provocando el desencanto de Paulo, que ve cómo la realización de sus ideales debe pasar por la lucha activa, y no únicamente por la poética. Tras sumirse en una pequeña crisis ideológica y artística, en la que muestra su repulsión personal hacia Vieira y el dolor que le provoca traicionar a Diaz, decide volver a Eldorado para conseguir el apoyo del empresario televisivo Julio Fuentes y usar su cadena para difamar a Diaz.
No obstante, Fuentes traiciona a Paulo y se une al círculo de Diaz para preparar el golpe de Estado. Mientras tanto, Paulo vuelve al lado de Vieira, pero tras un mitin en el que el poeta cuestiona la inteligencia del pueblo, es acusado de caótico e irresponsable y sus relaciones con el sector progresista se tensan. A medida que el enfrentamiento político alcanza su punto más violento, Vieira decide renunciar a la lucha armada y ordena la represión policial de los reaccionarios. Paulo, definitivamente decepcionado con la lucha social, abandona, no sin antes ser herido por la policía de Vieira.

## Reparto
- Jardel Filho como Paulo Martins, poeta y activista político representante de la intelectualidad revolucionaria. El traslado de su idealismo y romanticismo poético a su actividad política desencadenan una crisis que funciona como eje central de todo el film. Algunos críticos lo consideran el alter ego del propio Rocha.

- José Lewgoy como Felipe Vieira, político populista en la carrera por la Gobernación de Alecrim.

- Paulo Autran como Porfirio Diaz, tecnócrata conservador, senador de Alecrim y enemigo político de Vieira. Su nombre está tomado del dictador y militar mexicano Porfirio Díaz, quien estuvo en el poder de forma intermitente entre 1876 y 1911.

- Glauce Rocha como Sara, profesora y activista política que introduce a Paulo en la lucha social, convirtiéndose a su vez en su amante.

- Danuza Leão como Silvia, amante de Paulo y de Porfirio Díaz.

- Paulo Jarciando como Julio Fuentes, empresario corrupto.

- Gofre Sonares como el Padre Gil.

## Estructura
La película se divide en diversas secuencias dispersas en el tiempo narrativo, una característica bastante común del cine de Rocha influenciada por las técnicas de montaje de referentes como Sergei Eisenstein o Luis Buñuel, con quienes a menudo se le ha comparado.
La confusión que produce el desorden temporal de las acciones responde a la evolución personal del personaje de Paulo, quien se postula como narrador a través de la voz en off y la expresión de sus recuerdos y sentimientos mediante el uso de flashbacks y monólogos. Incluso en el clímax, en la escena del mitin de Vieira donde la intervención de Paulo desata los altercados, se llega a romper la “cuarta pared” cuando este se dirige directamente a cámara, evidenciando así su papel no tanto protagónico, sino de cronista de los hechos.
La intención de Rocha es la de crear una especie de “documental” de ficción, como él mismo lo definió, usando la división en secuencias para focalizar los diferentes elementos que conforman el contexto político. Paulo sería, entonces, un observador que pone de manifiesto las cuestiones más contradictorias y opacas del sistema y su relación con la lucha de clases.

## Recepción y galardones
En un primer momento, la película fue censurada en Brasil por “mancillar la imagen” del país, pero gracias a las protestas y el apoyo de cineastas brasileños y franceses la prohibición fue levantada y se permitió su proyección en el XX Festival de Cannes, donde fue nominada a la Palma de Oro y recibió el premio FIPRESCI otorgado por la Federación Internacional de la Prensa Cinematográfica. No obstante, la evidente alegoría entre el ficticio país de Eldorado y el Brasil previo al golpe militar de 1964, así como la negativa representación de la Iglesia y su influencia en la cúpula política, provocaron un frío recibimiento de la crítica y la intelectualidad nacional. 
Con todo, la película también fue aplaudida en los certámenes donde fue presentada, recibiendo numerosos premios, entre los cuales destacan:
- Premio de la Crítica y Premio a Mejor Película en el Festival de Havana, en Cuba.
- “Pardo d’Oro” en el Festival Internacional de Cine de Locarno
- Premio a Mejor Película, Mejor Director, Mejor Actor (José Lewgoy), Mejor Actriz (Glauce Rocha) y Mención Honorífica (Luiz Carlos Barreto) en el Festival de Cine de Juiz de Fora.
- Premio a Mejor Actriz (Glauce Rocha), Mejor Guión, Mejor Fotografía y Mejor Edición del Governo do Estado de São Paulo.
Actualmente, Tierra en trance es uno de los grandes referentes del cine independiente brasileño y del movimiento del Cinema Nôvo. Además de la libre experimentación narrativa ya presente en el Cinema Nôvo brasileño, inspirado mayormente en otras corrientes europeas similares, como el Neorrealismo italiano, Glauber Rocha aplica a su cine una vertiente de activismo y denuncia social plenamente nacional, donde la pobreza, la alienación religiosa o la denuncia a la actividad neocolonialista del monopolio norteamericano serán los temas recurrentes de carácter reivindicativo, pero también poético. Así, Rocha desarrolla la que será conocida como “estética del hambre”, creando una mirada social que será ampliamente influyente en el cine brasileño y, por extensión, a una gran parte de la producción independiente latinoamericana.